# ثابت (اسم)
ثابت هو اسم علم مذكر من أصل عربي، ومعناه هو المستقر الدائم في مكانه المصر على رأيه، الذي لا يتغير، الشجاع المقدام الذي لا يتراجع.

## الأصل اللغوي
معناه هو المستقر الدائم في مكانه المصر على رأيه، الذي لا يتغير، الشجاع المقدام الذي لا يتراجع.

## شخصيات تحمل الاسم
ثابت بن سعد العتيبي جد الثبتة من قبيلة عتيبة. 
- ثابت البطل (لاعب كرة قدم مصري، 16 سبتمبر 1953 – 12 فبراير 2005)
- ثابت البناني (تابعي وراوي حديث، القرن 7 – 745)
- ثابت بن أقرم
- ثابت بن الجذع
- ثابت بن الدحداح (صحابي)
- ثابت بن خالد
- ثابت بن قرة (836 – 18 فبراير 901)
- ثابت بن قيس بن شماس
- ثابت داملا عبد الباقي (1883 – 1934)
- ثابت هادجيتش (لاعب ومدرب كرة سلة بوسني، 7 أغسطس 1957 – 3 مارس 2018)

## وصلات خارجية
- موسوعة السلطان قابوس لأسماء العرب نسخة محفوظة 5 أبريل 2019 على موقع واي باك مشين.